# 胡师童
胡师童（1908年—1992年），男，黑龙江富锦人，中国采矿专家，曾任煤炭工业部煤炭科学研究院副院长，第三、四届全国政协委员。